# Gangrena gassosa
La gangrena gassosa (sinonimo di mionecrosi) è un'infezione altamente letale dei tessuti molli profondi, causata da batteri appartenenti alla specie dei Clostridium, con il Clostridium perfringens come patogeno più comune. La mionecrosi da Clostridium storicamente era un'infezione comune delle ferite da guerra con un'incidenza del 5%, ma con il miglioramento delle cure delle ferite, l'antisepsi e l'uso degli antibiotici, l'incidenza è scesa allo 0,1% delle infezioni delle ferite legate alla guerra dall'era della guerra del Vietnam. Ferite da puntura e ferite chirurgiche, specialmente interventi chirurgici gastrointestinali eseguiti sul tratto biliare o interventi intestinali, sono cause di infezioni da clostridi a causa dell'inoculazione accidentale della ferita chirurgica con batteri intestinali.

## Clinica

### Eziologia
Le infezioni da clostridi di solito insorgono nei tessuti traumatizzati, ma possono anche insorgere spontaneamente. L'infezione coinvolge tessuti più profondi, come un muscolo, il che può portare a un'infezione che si diffonde rapidamente lungo i piani dei tessuti, e spesso i pazienti si presentano con sepsi. L'infezione può svilupparsi da ore a settimane dopo il trauma iniziale e l'inoculazione. L'inoculazione dei batteri non sempre provoca gangrena gassosa, e ci sono fattori legati all'ospite e all'organismo che determinano la progressione verso l'infezione. I pazienti immunocompromessi e quelli con ipossia locale dei tessuti (a causa di traumi o cattivo apporto vascolare) sono i più a rischio. Gli organismi più comuni che causano queste infezioni sono Clostridium perfringens, Clostridium septicum e Clostridium histolyticum. C. septicum è la causa più comune di gangrena gassosa spontanea associata ad anomalie gastrointestinali, come il cancro del colon. C. perfringens e C. histolyticum sono più comunemente associati ad infezioni post-traumatiche.
Più recentemente in letteratura, è stato segnalato che Clostridium sordellii, un patogeno non comune, può causare una sindrome da shock fatale e gangrena gassosa dell'utero dopo l'aborto medico con mifepristone orale e misoprostolo vaginale. Clostridium sordellii è anche in aumento in associazione con l'uso di iniezioni di eroina nera, più comunemente chiamata "popping". Questo organismo ha anche avuto un aumento dell'incidenza come causa di infezioni dei tessuti profondi associate al parto e infezioni dopo procedure ginecologiche, inclusi aborti settici, che possono causare gangrena gassosa dell'utero.

### Epidemiologia
Negli Stati Uniti, l'incidenza della mionecrosi è di circa 1000 casi all'anno. In paesi meno sviluppati con un accesso ridotto alle cure mediche e agli antibiotici, l'incidenza è probabilmente più alta, ma il numero esatto è sconosciuto. Con le migliori cure, compresa la diagnosi precoce, le cure chirurgiche, il trattamento antibiotico e la terapia con ossigeno iperbarico, il tasso complessivo di mortalità è del 20% al 30% e in alcuni studi può essere anche del 5% al 10%; tuttavia, se non trattata, la malattia ha una letalità del 100%. Fattori legati all'ospite, come uno stato immunocompromesso, il diabete mellito e le infezioni spontanee, possono avere tassi di mortalità più elevati, fino al 67% o più. Se l'infezione coinvolge i tessuti molli dell'addome o la parete toracica, il tasso di mortalità può arrivare al 60% rispetto alle infezioni degli arti, che hanno un tasso di mortalità più favorevole, compreso tra il 5% e il 30%.

### Fisiopatologia
Il C. perfringens causa l'80% al 90% dei casi di gangrena gassosa, ma altre specie possono causare l'infezione. In ordine di prevalenza, queste sono Clostridium novyi (40%), C. septicum (20%), C. histolyticum (10%), Clostridium bifermentans (10%), Clostridium fallax (5%) e C. sordellii. Questi organismi sono presenti nel terreno e nei rifiuti organici, specialmente se contaminati da materiale fecale.
Gli operatori sanitari dovrebbero sospettare la gangrena gassosa se nei tessuti necrotici di una ferita sono presenti bacilli gram-positivi anaerobi. Gli organismi producono un gas rilevabile tramite radiografia o tomografia computerizzata. Solo circa il 5% delle ferite colonizzate da organismi clostridiali svilupperanno un'infezione. Pertanto, i fattori legati all'ospite e alla posizione anatomica dell'inoculazione degli organismi contribuiscono a determinare se i batteri svilupperanno un'infezione da mionecrosi clostridiale. Ad esempio, una ferita profondamente penetrante nei tessuti muscolari in un ospite immunocompromesso è più probabile che sviluppi un'infezione rispetto a un ospite con un sistema immunitario sano e uno stato nutrizionale adeguato. Le ferite superficiali più aperte sono meno inclini a diventare infette, soprattutto se pulite e medicate correttamente, rispetto a ferite penetranti più profonde o ferite con lesioni da schiacciamento e ischemia dei tessuti.
Gli organismi clostridiali producono tossine alfa e theta che causano danni estesi ai tessuti. L'infezione può diffondersi rapidamente e in poche ore il paziente può sviluppare uno shock schiacciante, sepsi e morte. Un tessuto meglio ossigenato con una tensione di ossigeno di 70 mmHg inibirà la crescita dell'organismo poiché le specie di clostridi sono anaerobi facoltativi. Un anaerobo facoltativo è un organismo che produce ATP tramite la respirazione aerobica se è presente l'ossigeno, ma può passare alla fermentazione se l'ossigeno è assente. Se la tensione di ossigeno del tessuto è inferiore a 30 mm Hg, gli organismi clostridiali cresceranno più rapidamente. L'infezione può svilupparsi lentamente nel corso di settimane o rapidamente in poche ore a seconda della tensione di ossigeno del tessuto e della quantità di organismo inoculata.
La virulenza dell'organismo dipende dalle tossine esotossiche prodotte; Clostridium perfringens è il più patogeno con 17 tossine conosciute, la più tossica delle quali è l'alfa-tossina, un lecitinasi. L'alfa tossina è una fosfolipasi (lecitinasi) che degrada le membrane cellulari, scatenando l'aggregazione piastrinica, la trombosi e il rilascio di istamina. Sono presenti anche collagenasi, igaluronidasi, emagglutinine ed emolisine. Le tossine theta causano un danno vascolare diretto e la rottura dei leucociti, provocando una risposta infiammatoria dell'ospite attenuata all'infezione. La collagenasi decompone il tessuto connettivo, consentendo la rapida diffusione dell'organismo attraverso i piani dei tessuti. Questo è uno dei principali motivi per cui l'infezione può attraversare i piani di tessuto connettivo, diffondendosi nei tessuti muscolari più profondi.

### Istopatologia
Tramite colorazione di Gram dei campioni istologici di Clostridium, sarà evidenziata grandi gram-positivi con una scarsità di leucociti, reperto tipico delle infezioni anaerobiche.

### Tossicocinetica
Tossine comuni prodotte da C. perfringens:
- Tossina alfa: lecitinasi (o fosfolipasi) che degrada la membrana cellulare causando la morte cellulare e la necrosi dei tessuti. Questa tossina è anche emolitica e cardiotoxica.
- Tossina beta: necrosi dei tessuti.
- Tossina delta: emolisina.
- Tossina epsilon: agisce aumentando la permeabilità della membrana cellulare; permeasi.
- Tossina iota: necrosi dei tessuti.
- Tossina kappa: collagenasi, gelatinasi, necrosi dei tessuti. Porta soprattutto alla distruzione dei vasi sanguigni e dei tessuti connettivi.
- Tossina lambda: proteasi.
- Tossina mu: Ialuronidasi.
- Tossina nu: deossiribonucleasi, emolitica e necrosi dei tessuti.
- Tossina phi: emolisina, citolisina.

### Esame obiettivo
I pazienti con gangrena gassosa presentano segni e sintomi di infezione come febbre, brividi, dolore e infiammazione meno superficiale nel sito di infezione rispetto a quanto ci si aspetterebbe date le profonde caratteristiche penetranti di queste infezioni. La condizione del paziente può rapidamente evolvere verso la sepsi e la morte se non trattata in modo aggressivo. La secrezione dalla ferita spesso ha un aspetto simile a quello dell'acqua di lavaggio e un odore pungente. Può coinvolgere la vascolarizzazione che alimenta vaste aree di tessuto infetto, portando alla necrosi del grasso sottocutaneo fino alla fascia e si estende nel muscolo più profondo. Se i nervi sono danneggiati, la gravità del dolore è inferiore a quanto ci si aspetterebbe per l'estensione dell'infezione. Il drenaggio dal tessuto necrotico spesso ha un aspetto simile a quello dell'acqua di lavaggio e un odore pungente.
I segni di una grave sepsi includono shock settico, sindrome da distress respiratorio dell'adulto, coagulazione intravascolare disseminata e emolisi che può causare anemia emolitica e spesso sono i sintomi con cui i pazienti si presentano. Qualsiasi paziente con un'infezione da cellulite che sviluppa segni aggiuntivi di crepitio secondario al gas nei tessuti e pelle necrotica o dal colore scuro dovrebbe essere valutato per la gangrena gassosa.

### Diagnosi
La valutazione e diagnosi immediata di un paziente con sospetta gangrena gassosa include l'utilizzo di esami di laboratorio come emocromo completo, profilo metabolico completo, analisi delle urine, PT, APTT, colture del sangue e delle ferite. Esami del sangue aggiuntivi come emogasanalisi, dosaggio dell'acido lattico e della precalcitonina possono essere utili nella valutazione della sepsi, che è spesso presente nella gangrena gassosa. Gli studi di imaging comuni includono radiografie, tomografia computerizzata della parte del corpo infetta e ecografia. Questi possono essere utili nell'identificare l'estensione dell'infezione, l'ascesso e il gas nei tessuti. Analisi del laboratorio e imaging estesi non dovrebbero ritardare il debridement chirurgico definitivo del tessuto necrotico. Una coltura aerobica e anaerobica profonda della ferita al momento del debridement chirurgico iniziale può aiutare a determinare l'organismo causale e indirizzare la terapia antibiotica.

### Trattamento
Poiché l'infezione progredisce rapidamente, è importante trattare i pazienti in modo aggressivo con antibiotici, consultazione chirurgica tempestiva con debridement, rianimazione con liquidi endovenosi, monitoraggio in terapia intensiva e terapia con ossigeno iperbarico adiuvante.
È importante ottenere una consultazione chirurgica tempestiva e senza ritardi, poiché si tratta di un'emergenza chirurgica vera e propria. Il personale medico ed infermieristico non dovrebbe ritardare l'uso degli antibiotici per ottenere colture, ma dovrebbero iniziare il trattamento empirico con antibiotici. Una copertura a spettro ampio ragionevole include vancomicina e tazobactam o un carbapenem o ceftriaxone con metronidazolo. Se il fornitore sospetta la gangrena gassosa o un'infezione necrotizzante dei tessuti molli, allora dovrebbe essere aggiunta la penicillina insieme alla clindamicina, che tratterà anche la fascite necrotizzante da Streptococcus del gruppo A. La clindamicina dovrebbe essere seriamente presa in considerazione poiché inibisce la sintesi delle esotossine clostridiali e ridurrà gli effetti sistemici di queste tossine. Poiché la clindamicina è batteriostatica e non battericida, dovrebbe essere usata in concomitanza con un secondo antimicrobico come la penicillina.
Potrebbe essere necessaria una fasciotomia per alleviare le pressioni nei compartimenti. Man mano che l'infezione progredisce nei tessuti profondi lungo e sotto il compartimento dei tessuti fasciali, le pressioni dei compartimenti aumentano, il che perpetua ulteriormente l'ischemia dei tessuti e la necrosi. Il debridement chirurgico dovrebbe concentrarsi sulla rimozione di tutti i tessuti necrotici e di corpi estranei come terra, detriti e schegge. È anche importante irrigare le ferite con abbondante soluzione fisiologica sterile.
La terapia con ossigeno iperbarico dovrebbe essere aggiunta alla terapia standard con antibiotici e al debridement chirurgico per migliorare la sopravvivenza. È importante avere una cura coordinata di questi pazienti gravemente malati con un intensivista, un chirurgo generale, un chirurgo ortopedico, un urologo (nel caso della gangrena di Fournier dei testicoli e delle strutture perineali), un ginecologo (nel caso della gangrena gassosa dell'utero), uno specialista in malattie infettive, un ematologo/oncologo, un gastroenterologo (nel caso della gangrena gassosa spontanea) e uno specialista in terapia con ossigeno iperbarico. La catena di consultazioni inizia solitamente con un operatore del pronto soccorso e il riconoscimento precoce della malattia.
Gli antibiotici IV precoci con debridement chirurgico precoce seguiti da terapia con ossigeno iperbarico possono salvare i pazienti affetti da una malattia altrimenti quasi sempre letale. Gli antibiotici IV e il debridement chirurgico precoce dei tessuti necrotici riducono il tasso di mortalità a circa il 30%. Con l'aggiunta della terapia con ossigeno iperbarico, questo può essere ridotto al 5% o al 10%. La terapia con ossigeno iperbarico aiuta a fermare la produzione di esotossine da parte dei batteri, migliora l'effetto battericida degli antibiotici, tratta l'ischemia dei tessuti, migliora l'insorgenza dell'ischemia di riperfusione dei tessuti e favorisce l'attivazione e la migrazione di cellule staminali e polimorfonucleate. Inoltre, l'ossigeno iperbarico induce una vasocostrizione riducendo l'edema dei tessuti, aumentando al contempo l'ossigenazione. La tensione di ossigeno nei tessuti aumenta di un fattore di 1000 e questo maggiore apporto di ossigeno ai tessuti aiuta a risolvere l'ipossia, migliorare l'attività cellulare, inibire la crescita batterica e influenzare la citochinesi, aumentando la migrazione dei neutrofili verso il tessuto lesionato. L'ossigeno iperbarico aumenta anche la produzione di fattori di crescita come il fattore di crescita epidermico vascolare che induce la neovascolarizzazione e la riparazione dei tessuti con germogli capillari. Questo è riconosciuto clinicamente come un aumento della formazione di tessuto di granulazione e di solito è visibile dopo diversi trattamenti con ossigeno iperbarico.
La terapia con ossigeno iperbarico comporta l'immersione del paziente in una camera pressurizzata che può essere monoposto (singolo paziente) o multiposto (più pazienti trattati contemporaneamente). La camera monoposto può trattare solo un paziente alla volta, e l'operatore si trova fuori dalla camera con attrezzature specializzate e pompe per somministrare IV e persino attrezzature di ventilazione meccanica attraverso portelli sulla porta o sulle pareti della camera. Lo svantaggio di questa configurazione è che limita le terapie disponibili nella camera e se il paziente richiede un contatto diretto con l'operatore, la camera deve essere depressurizzata e il paziente viene portato fuori dalla camera. La camera multiposto ha il vantaggio aggiuntivo di poter trattare più pazienti contemporaneamente, e l'operatore si trova nella camera con i pazienti, il che consente un accesso più facile al paziente per il supporto ventilatorio, la terapia IV, la posizionamento di un drenaggio toracico o la decompressione con ago di un pneumotorace. La pressione di trattamento per la gangrena gassosa è di 3 atmosfere assolute. Il paziente avrà pause di aria ogni mezz'ora circa per ridurre il rischio di tossicità dell'ossigeno. Queste pause di aria di solito durano da 5 a 10 minuti. La durata totale del trattamento a pressione è di solito di circa 90 minuti, con 10 minuti per la discesa e 10 minuti per la salita.
Nel trattamento della gangrena gassosa, i trattamenti iniziano due volte al giorno per i primi 5-10 trattamenti, riducendo a trattamenti giornalieri una volta stabilizzati. Continuando la terapia con ossigeno iperbarico oltre la stabilizzazione iniziale, si può accelerare la guarigione dei tessuti e preparare per un eventuale innesto di tessuti, che spesso è necessario per chiudere i grandi difetti lasciati dopo il debridement chirurgico dei tessuti morti. Il rischio della terapia con ossigeno iperbarico include la tossicità dell'ossigeno che può causare convulsioni, ipoglicemia, specialmente nei diabetici insulino-dipendenti, e barotrauma che può interessare orecchie, polmoni o qualsiasi struttura riempita di gas, come lo stomaco, e embolia gassosa. Queste complicanze sono rare, tranne il barotrauma dell'orecchio che si verifica circa il 43% delle volte (il 84% di questi sono piccole iniezioni della membrana timpanica).
È cruciale ottenere una consultazione chirurgica tempestiva e senza ritardi nel caso della gangrena gassosa, poiché si tratta di un'emergenza immediata. Gli antibiotici a spettro ampio dovrebbero essere iniziati senza alcun ritardo per ottenere colture. Una copertura ragionevole dovrebbe includere vancomicina, tazobactam o un carbapenem, o una cefalosporina di terza generazione come il ceftriaxone e con metronidazolo. Inoltre, in caso di qualsiasi sospetto di gangrena gassosa o fascite necrotizzante, dovrebbe essere aggiunta la penicillina insieme alla clindamicina per coprire la fascite necrotizzante da Streptococcus del gruppo A. La clindamicina è fortemente raccomandata. Le misure adiuvanti nel trattamento della gangrena gassosa includono la terapia con ossigeno iperbarico (HBO). La funzione delle tossine esistenti non è influenzata dalla terapia con ossigeno iperbarico; pertanto, il debridement è di importanza primaria. I pazienti emodinamicamente instabili potrebbero non essere candidati alla terapia con ossigeno iperbarico. Inoltre, gli studi sperimentali sugli animali non hanno dimostrato l'efficacia terapeutica dell'HBO.

### Diagnosi differenziale
Tra le altre patologie che rientrano nelle diagnosi differenziali troviamo:
- Ascesso addominale
- Trauma addominale
- Sepsi batterica
- Aborto elettivo
- Colecistite enfisematosa
- Infezioni da Streptococcus del gruppo A
- Shock settico
- Sindrome da shock tossico
- Infezione da Vibrio

### Postoperatorio e riabilitazione
I pazienti con gangrena gassosa avranno bisogno di debridement chirurgico quotidiano o ripetuto finché l'infezione necrotizzante è sotto controllo, riceveranno terapia con ossigeno iperbarico due volte al giorno finché la necrosi dei tessuti si ferma e compaiono segni di ripresa dei tessuti con formazione di tessuto di granulazione. Il paziente avrà anche bisogno di cure intensive in corso e potrebbe richiedere emodialisi per l'insufficienza renale e ossigenazione extracorporea a membrana per i pazienti con grave sindrome da distress respiratorio nell'adulto.
Una volta risolta l'infezione, molti di questi pazienti avranno bisogno di ulteriori cure delle ferite, spesso con terapia a pressione negativa, tecniche avanzate di rigenerazione tissutale e terapie chirurgiche plastiche come innesti cutanei e procedure a lembo per chiudere le ferite chirurgiche. Molti pazienti con gangrena gassosa hanno richiesto prolungati soggiorni in terapia intensiva, seguiti da lunghi programmi di riabilitazione per migliorare la sopravvivenza e ripristinare la funzione. Molti pazienti avranno bisogno del trasferimento in una struttura di cura a lungo termine per cure delle ferite in corso, talvolta terapia con ossigeno iperbarico e programmi terapeutici di riabilitazione con fisioterapia e terapia occupazionale.